# طاجيك
الطاجيك (بالفارسية: تاجيک) (الطاجيكية: Тоҷик) أو  الطاجيك، وهو مسمى يطلق على الأقوام الإيرانية الآرية التي سكنت وسط آسيا وخراسان، وهم ينحدرون من إيرانشهر التي كانت تمثل المنطقة بالمجمل. يتواجد الطاجيك اليوم بشكل رئيسي في دول: أفغانستان، طاجيكستان، باكستان، جنوب أوزبكستان، إيران وغرب الصين.
اللغة الأم للطاجيك هي الطاجيكية من فروع اللغة الفارسية، والمستخدمة في أفغانستان، وتسمى الطاجيكية في طاجيكستان تكتب بالحروف الكيريلية، استقروا في وسط آسيا مما أعطاهم ميزة الإختلاط بثقافات أكثر، كما استقر قسم في الصين والهند إبان الفتح الإسلامي، مع أن طاجيك الصين يعتبرون أنفسهم طاجيك إلا أنهم لا يتحدثون الفارسية بل لغات آرية شرقية أخرى مثل الباميرية، والطاجيك يتشاركون أخوة العرق مع الپشتون والبلوچ والكرد فجميعهم من الناحية العرقية من الأقوام الإيرانية
للطاجيك أسماء وألقاب أخرى مثل فارسيوان، پارسيوان، دهقان (مزارع) والتي كانت تعني بالفارسية القديمة مالك الأرض وساكن المدينة

## أصل مسمى طاجيك
أصل كلمة طاجيك غير معروف بشكل موثق عند المؤرخين، لكن تم تحليل معنى هذه الكلمة التاريخية ودراستها في عدة مقالات علمية، فيما يلي بعض الآراء العلمية حول تاريخ وأصل كلمة «طاجيك»:
- طاجيك هو اسم قبائل «داها» والتي كانت تسمى «دئی»، «تاجیك» و«دجیك» من قبل الفرثيين والبارثيين.
- طاجيك هو المسمى الذي أطلقه الترك على الإيرانيين
- طاجيك مأخوذة من كلمة «تزي» في لغة الساكا
- تعود جذور كلمة طاجيك إلى «تات» وتعني الشعب الإيراني طاجيك صفة مأخوذة من «تاج» وهو اسم قبيلة عرفت بـ«أصحاب التاج»
- طاجيك صفة منسوبة لقبيلة عربية تسمى «طاي»
- طاجيك هو لفظ آخر لكلمة «تازيك» وتعني العرب
- «تاجي» و«تائوجي» تعني الإيراني في اللغة الصينية، والترك اخذوا هذا الكلمة من الصينيين.[5]

حسب الدراسات التي أجراها المؤرخين المستشرقين في النصف الأول من القرن التاسع عشر لتحليل تاريخ مصطلح «طاجيك»، يعتقد مجموعة من المؤرخين أن كلمة «طاجيك» هي كلمة إيرانية شرقية ربما استخدمها سكان آسيا الوسطى للإشارة إلى العرب الذين فتحوا المنطقة، وتعود جذورها لقبيلة «طاي» العربية، واصبح هذا المسمى يطلق على الإيرانيين الشرقيين منذ القرن الحادي عشر ميلادياً. لكن تم دحض هذا الإدعاء من قبل مجموعة أخرى من المؤرخين لأسباب منها الإختلاف الشاسع بين العرب والإيرانيين الشرقيين، ويعرّف قاموس أكسفورد الإنجليزي: الطاجيكي: بأنه "فارسي لا ينسب للعرب والترك"

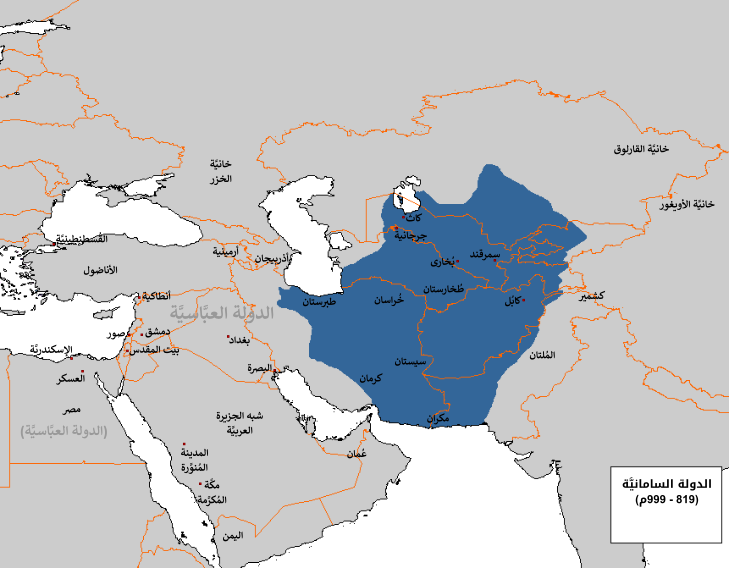
الإمبراطورية السامانية (819-999) وتعتبر أول إمبراطورية في التاريخ ينسب أباطرتها أنفسهم للقومية الطاجيكية.

يقول محمد تقي بهار في نظرياته الأسلوبية "منذ القدم والآريون القدامى كانوا يسمُّون الأجانب بـ«تاجيك» و«تازيك»، مثلما كان اليونانيون يسموُّن «العرب» و«البربر» "العجم"، وكانت هذه الكلمة تلفظ "تازي" في الفارسية الدرية الحديثة، مع الوقت أصبحت هذه الكلمة تطلق على العرب فقط، لكن هذا لم يحدث في مناطق "طوران" و"ماوراء النهر" حيث مازال سكانها يطلقون كلمة "تاجيك" على الأجانب، ومع الإختلاط بين الترك والفرس أصبح الترك يطلقون هذه الكلمة على المتحدثين بالفارسية ومع الوقت أصبحت كلمة تركية تعني الفرس حصراً دون غيرهم.
ومع ذلك، من الصعب للغاية إثبات أن كلمة طاجيك كانت تستخدم قبل التواجد التركي في آسيا الوسطى، وأنه نشأ منذ القرن الخامس عشر ميلادياً فصاعدًا، يقول ميرعلي شير نوائي أن السكان الإيرانيين في المنطقة أطلقوا على أنفسهم اسم طاجيك لتمييز أنفسهم عن الترك.
في الأدب التركي-الفارسي أطلق تيمور وبابر مسمى طاجيك على الأمناء والمعلمين الناطقين بالفارسية الذين تلقوا تعليمهم باللغة العربية. أما في العصر الصفوي فكلمة طاجيك كانت تشير إلى حكام ونبلاء البلاط المرتبطين بقبيلة غزلباش.
وفقًا لميرزا شكور زاده، الباحث الطاجيكي ومؤلف كتاب «الطاجيك في مسير التاريخ»، فإن الأشخاص الناطقين بالفارسية في أجزاء كبيرة من جغرافيا آسيا الوسطى وإيران وأفغانستان وحتى كشمير كانوا يُعرّفون أنفسهم بأنهم «طاجيك» وكانت تستخدم على نطاق واسع في الأدب الفارسي الكلاسيكي وغالبًا عند الأتراك والعرب.

## الموطن
مع أن الطاجيك يمثلون المجموعة العرقية الرئيسية في طاجيكستان، إلا أن عدد الطاجيك في أفغانستان أكثر، ويعتبرون أقلية في أوزبكستان لكن أقلية «كبيرة»، وعلى هذا الحال في الدول المجاورة الأخرى.
تاريخيا، عاش أسلاف الطاجيك في مناطق أكبر وأكثر توسعاً مما يعيشه أحفادهم في الحاضر.

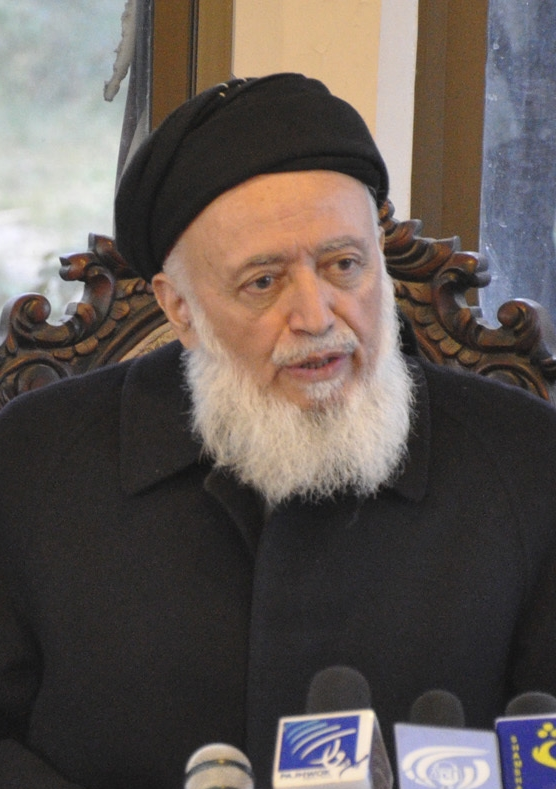
برهان الدين رباني، الرئيس الأفغاني الأسبق، وهو من القومية الطاجيكية

### أفغانستان
طبقاً لإحصائية مشتركة مابين (ABC News - BBC - ARD) فإن الطاجيك يشكلون ما نسبته 37%-39% من السكان في أفغانستان.
يعيش الطاجيك بشكل اساسي في المدن الأربع الكبرى في البلاد (كابل - مزار شريف - هرات - غزني) ويمثلون الغالبية القصوى في النصف الشمالي من أفغانستان من ضمنها ولايات بلخ - تخار - بدخشان - سمنغگان - پروان - پنجشير - بغلان - غور - بادغيس.
ألقاب الطاجيك في أفغانستان في الغالب تُعرف حسب الولاية التي ينتمي لها كمثال (بدخشي، بغلاني، مزاري، بنجشيري، كابلي، هراتي، كوهيستاني...إلخ)

### طاجيكستان
يشكل الطاجيك حوالي 84.3٪ من سكان طاجيكستان، ويشمل هذا العدد المتحدثين باللغات الباميرية وكذلك الواخيين والشغنيين واليغنوبيبن الذين اعتبرتهم حكومة الاتحاد السوفيتي قوميات منفصلة عن الطاجيك، وذلك بين عامي 1926 و1937، لكن بعد عام 1937، طُلب من هذه المجموعات التسجيل تحت مظلمة الطاجيك.

### أوزبكستان
في أوزبكستان، يمثل الطاجيك الجزء الأكبر من سكان المدن التاريخية مثل بخارى وسمرقند، ويتواجدون بأعداد كبيرة في مقاطعة سوركسونداريو في الجنوب وعلى طول الحدود الشرقية مع طاجيكستان.

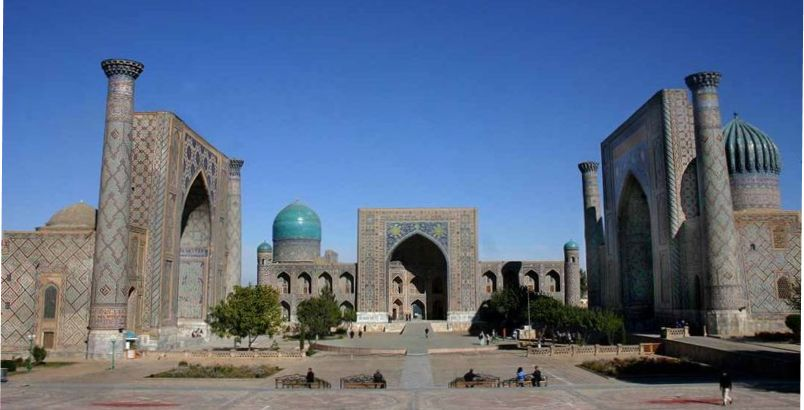
واجهة على سمرقند، ثاني أكبر مدن أوزبكستان ومركز الطاجيك في البلاد

وفقًا للإحصاءات الرسمية (2000)، تمثل مقاطعة سوركسونداريو 24.4٪ من إجمالي الطاجيك في أوزبكستان، و 34.3٪ تتوزع في مقاطعتي بخارى وسمرقند.
تشير الإحصاءات الرسمية في أوزبكستان إلى أن المجتمع الطاجيكي يشكل 5٪ من إجمالي سكان البلاد. ومع ذلك، فإن هذه الأرقام لا تشمل الطاجيك الذين عرَّفوا أنفسهم كأوزبك في أشكال التعداد السكاني.
أثناء عملية «تزبيك» السكان في العهد السوفياتي وتحت إشراف شاروف رشيدوف رئيس الحزب الشيوعي الأوزبكي، كان على الطاجيك مخيرين بين البقاء في أوزبكستان وتسجيل أنفسهم كأوزبك في جواز السفر أو المغادرة إلى طاجيكستان وقد كانت طاجيكستان خياراً صعباً كونها إقليم جبلي غير زراعي. وهذا حتى فقط آخر تعداد سكاني سنة 1989 حيث امكن الإبلاغ عن الجنسية دون الرجوع لجواز السفر، بل بما يصرح به الشخص نفسه.
أدى ذلك إلى زيادة عدد السكان الطاجيك في أوزبكستان من 3.9٪ في عام 1979 إلى 4.7٪ في عام 1989. ويقدر بعض الباحثين أن الطاجيك قد يشكلون 35٪ من سكان أوزبكستان.

### الصين
راجع: الطاجيك في شينجيانغ

لوحة عن الطاجيك في ولاية باميان التاريخية، أفغانستان

الطاجيك الصينيون أو طاجيك الجبال (بالصينية: 塔吉克族)، هم مجموعة من الطاجيك الباميريين يعيشون في شينجيانغ بمنطقة الأويغور المتمتعة بالحكم الذاتي في شمال غرب الصين. وهم أحد الأعراق الـ56 المعترف بهم رسميًا من قبل حكومة جمهورية الصين الشعبية.

### كازاخستان
وفقًا لتعداد السكان لعام 1999، فإن تعداد الطاجيك في كازاخستان هو 26000 (0.17 ٪ من إجمالي السكان)، وهو نفس العدد تقريبًا كما في تعداد عام 1989.

### تركمانستان
وفقًا لآخر تعداد سكاني سوفييتي في عام 1989 كان عدد الطاجيك في تركمانستان 3149 شخص، أي أقل من 0.1٪ من إجمالي عدد السكان البالغ 3.5 مليون نسمة في ذلك الوقت.
أظهر أول تعداد سكاني بعد استقلال تركمانستان الذي أجري عام 1995 أن عدد السكان الطاجيك هو 3103 شخص أي 0.07% من إجمالي عدد سكان البالغ 4.4 مليون، ويتركز معظمهم في المقاطعات الشرقية والجنوبية المتاخمة للحدود مع أفغانستان وأوزبكستان.

### روسيا
بلغ عدد سكان الطاجيك في روسيا حوالي 200303 نسمة وفقًا لتعداد 2010، بإرتقاع بلغ 38000 عن آخر تعداد سكاني في زمن السوفييت (1989).
هاجر معظم الطاجيك إلى روسيا بعد تفكك الاتحاد السوفيتي، وغالبًا ما كانوا عمالاً في مناطق مثل موسكو وسانت بطرسبرغ أو في الكيانات الفيدرالية بالقرب من حدود كازاخستان.
يُقدر حاليًا عدد الطاجيك في روسيا بأكثر من مليون عامل، وتمثل تحويلاتهم المالية ما يصل إلى نصف اقتصاد طاجيكستان.

### باكستان
هناك ما يقارب بنحو 220 ألف طاجيك في باكستان، معظمهم من اللاجئين من أفغانستان.
خلال التسعينيات ونتيجة للحرب الأهلية في طاجيكستان، وصل ما بين 700 إلى 1200 لاجئ من طاجيكستان إلى باكستان، وفي عام 2002 طٌلب من حوالي 300 منهم العودة إلى الوطن وتمت إعادتهم إلى طاجيكستان بمساعدة منضمة الهجرة الدولية والمفوضية السامية للأمم المتحدة لشؤون اللاجئين وسلطات البلدين.